# 亨利-埃德蒙·克羅斯
亨利-埃德蒙·克羅斯（Henri-Edmond Cross），本名亨利-埃德蒙-約瑟夫·德拉克洛瓦，是一位法國畫家和版畫家。他是新印象派大師，並在塑造運動第二階段的過程中發揮了重要作用。他對亨利·馬蒂斯和其他許多藝術家產生了重大影響，作品對野獸派的發展起了至關重要的作用。

## 生平
亨利-埃德蒙-約瑟夫·德拉克洛瓦於1856年5月20日出生於法國北部省杜埃，沒有兄弟姊妹。他的父母都有五金製造業的家族歷史，父母分別是法國冒險家阿爾西德·德拉克洛瓦和英國人范妮·伍利特。
1865年，全家搬到了法國北部城市里爾附近，靠近比利時邊境。阿爾西德的表哥 奧古斯特·索因醫生發現了亨利的藝術天賦，並非常支持他朝藝術發指展，甚至資助他在第二年跟隨畫家卡羅勒斯-杜蘭（Carolus-Duran）學習繪畫。亨利曾是杜蘭一年的門生。
1875年，他在巴黎跟隨弗朗索瓦·邦萬（François Bonvin）繼續學習了一段時間，然後返回里爾。他在巴黎美術學院學習，1878 年，他進入巴黎繪畫與建築學院，在阿方斯·科拉斯（Alphonse Colas）的工作室學習了三年。1881年移居巴黎後，他在杜埃藝術家埃米爾·杜邦-齊普西( Émile Dupont-Zipcy )的指導下繼續學習藝術。
亨利-埃德蒙·克羅斯早期的作品，包括肖像畫和靜物畫，都帶有寫實主義的暗色調。為了與著名的浪漫主義畫家歐仁·德拉克洛瓦區分開來，他在1881年改名，將自己的出生名縮短並英語化為“亨利·克羅斯”（法語croix就是十字架的意思）。
1881年也是他在法國藝術家沙龍首次舉辦展覽。1883年，他在家人的陪同下前往濱海阿爾卑斯省旅行，畫了許多風景畫。索因醫生也參加了這次旅行，他是克羅斯在當年晚些時候尼斯世界博覽會上展出的一幅畫作的主題。在地中海之旅中，克羅斯結識了保羅·西涅克，西涅克成為了克羅斯的密友和藝術影響者。